# Metagonia joya
Metagonia joya là một loài nhện trong họ Pholcidae. Loài này được phát hiện ở México.